# Kahriz
Kahriz (in persiano كهريز‎)  è un villaggio dell'Iran, situato nella provincia di Izeh.